# Elementos do Grupo 3
O grupo 3 (3B) da tabela periódica é primeiro grupo do bloco dos elementos de transição, onde se encontram:
- o escândio (21Sc);
- o ítrio (39Y);
- os lantanídios (57La – 71Lu) e
- os actinídios (89Ac – 103Lr).